# Bolandgymnasiet
Bolandgymnasiet, tidigare Bolandsskolan var en gymnasieskola i korsningen Björkgatan-Bolandsgatan i Boländerna, Uppsala grundad 1962. Skolan är sedan 1 juli 2017 nedlagd.

## Efter nedläggningen
Bygg- och anläggningsprogrammet tillhör numera Jällagymnasiet men var kvar i lokalerna på Bolandsgatan till höstterminen 2019, då programmet flyttade till den nya bygghallen på Jälla. Flygteknikutbildningen förflyttades till Arlandagymnasiet i Sigtuna kommun. Språkintroduktionsverksamheten på Bolandgymnasiet blev under en period en egen skola, Sprintgymnasiet, och behöll verksamhet i lokaler på Bolandsgatan till och med hösten 2019. GUC, som också haft verksamhet i lokaler på Bolandsgatan, bytte namn till Uppsala estetiska gymnasium och flyttade till Skolgatan 53 inför höstterminen 2017. Numera är Uppsala jobb- och utbildningscentrum, som bland annat innehåller den kommunala vuxenutbildningen och andra arbetsmarknadsverksamheter, placerat i Bolandsgymnasiets lokaler.

## Tidigare utbildningar
- Byggprogrammet
  - Anläggningsfordon
  - Husbyggnad
  - Mark och anläggning
  - Måleri
  - Plåtslageri
- El- och energiprogrammet
  - Dator- och kommunikationsteknik
- Flygteknikerprogrammet
- Fordons- och transportprogrammet
  - Godshantering
  - Karosseri och lackering
  - Lastbil och mobila maskiner
  - Personbil
  - Transport
- Hantverksprogrammet
  - Finsnickeri
  - Skomakeri
  - Textil design
  - Övriga hantverk
- Humanistiska programmet
- Samhällsprogrammet
  - Medier, information och kommunikation
  - Samhällsvetenskap
- VVS- och fastighetsprogrammet
  - Fastighet
  - Ventilationsteknik
- Estetiska programmet
- Bild och form
- Dans
- Estetik och media
- Musik
- Teater
- Idrott

## Historia
Hösten 2013 flyttade GUC från lokalerna på Palmbladsgatan 14 i Fyrislunds industriområde till Bolandgymnasiet. 2014 slogs Bolandgymnasiets Estetiska program samman med GUC under namnet GUC. 1 juli 2017 lades Bolandgymnasiet ner.

## Idrottssal
Lokalerna i f.d. Bolandgymnasiet har många olika sorters utrustning för träningsmöjligheter som till exempel spinning, klättring, styrketräning och Powerplate. Allt detta finns med separata gym för män och kvinnor.

## Verksamhet

### FN-skola
Boland blev 2009 en certifierad FN-skola. Det innebär att de jobbar för internationellt engagemang och en internationell profil i undervisningen.

### Bemärkta elever
- Veronica Maggio, pop-sångerska
- Lisa Nilsson, musiker
- Johannes Wanselow, skådespelare
- Kim Skoglund, fotbollsspelare